# Nicolas Flamel
Nicolas o Nicholas Flamel va ser un personatge històric que va néixer el 1330 a Pontoise i va morir a París el 1418, tot i que la seva vida ha estat exagerada per la llegenda que explica que va aconseguir crear la Pedra Filosofal i esdevenir immortal.
Nicolas era un home de lletres i treballava de copista, feina que havia après del seu pare.
Segons la llegenda, va passar-se dècades cercant la manera d'aconseguir crear la pedra, però no se'n va sortir.
Un dia va somiar en un àngel que li mostrava un llibre i poc temps després un home que anava curt de diners i li va vendre el llibre que havia vist en somnis.
Per desgràcia el llibre era en hebreu i Nicolas no en sabia, de manera que va estar cercant un traductor per França i Espanya, però no en va trobar cap degut a les persecucions que patien els jueus en aquells moments.
De camí de tornada va trobar un rabí que li va traduir part del llibre i va accedir a tornar amb ell cap a casa, però va morir durant el viatge.
Amb els fragments que tenia traduïts, Nicolas va poder traduir el llibre i per fi va poder crear la Pedra i el 1382 va aconseguir per primera vegada convertir metalls com el coure i el mercuri en or. A partir d'aquest moment va esdevenir un gran filantrop i va fer grans donacions a hospitals i esglésies.
El 1407 es va fer construir una casa al 51 la rue de MontMorency que encara existeix.
Segons les fonts oficials Nicolas Flamel va morir el 1418 i està enterrat al cementiri de Saint Jacques de la Boucherie, a París, però la llegenda diu que va aconseguir, gràcies a la Pedra Filosofal, produir l'elixir de la vida que li hauria proporcionat la immortalitat a ell i a la seva dona, Perenelle, i el funeral havia estat una comèdia i, de fet, quan les seves tombes van ser obertes, les van trobar buides.

## Òpera
El compositor francès Edmond Cherouvrier (1831-1906) va compondre una òpera amb la seva història.